# 馬提尼-亨利步槍
馬提尼-亨利步槍（Martini-Henry）是一種英國陸軍曾經裝備的傾斜式閉鎖閂（Tilting block）槍機步槍。它於1871年首度投入服役，最終取代原有的由前裝槍改良至發射定裝彈的後裝槍史奈德步槍。馬提尼-亨利的衍生型在大英帝國中一共服役三十年。它採用由亨利·O·皮博迪為其皮博迪步槍設計的起落式槍機，並由瑞士設計師里德里希·馮·馬提尼進行改良，結合由蘇格蘭人亞歷山大·亨利設計的多邊形膛線。
儘管史奈德步槍被認為是英國第一種發射金屬殼子彈的後裝槍，馬提尼-亨利從一開始就是以作為後裝槍的前提下開發的，與前者由前裝槍直接改良為後裝槍有所不同，而且馬提尼-亨利具備更高的射速和更長的射程
。
馬提尼-亨利步槍有四個主要型號，包括：Mk I型（1871年6月推出）、Mk II型、Mk III型和Mk IV型。另外也存在一系列1877年卡賓槍版本，包含一種被稱為“駐軍炮兵卡賓槍”（具Mk I、Mk II和Mk III三種衍生型），以及一些為新兵設計，體積較小的訓練步槍。馬提尼-亨利步槍Mk IV型於1889年停產，但其仍然在大英帝國中服役至第一次世界大戰結束。在蘇軍入侵阿富汗期間仍可發現當地部落使用該槍。而在2010年和2011年，美國海軍陸戰隊和美國陸軍亦在阿富汗的塔利班武器庫發現馬提尼-亨利步槍。
馬提尼-亨利步槍也被巴基斯坦鄰近阿富汗的西北邊境省的槍匠大量的仿製，但其品質比起英國皇家輕兵器工廠生產的原裝槍為低，不過仍然準確的仿造出原廠的刻字。

## 服役

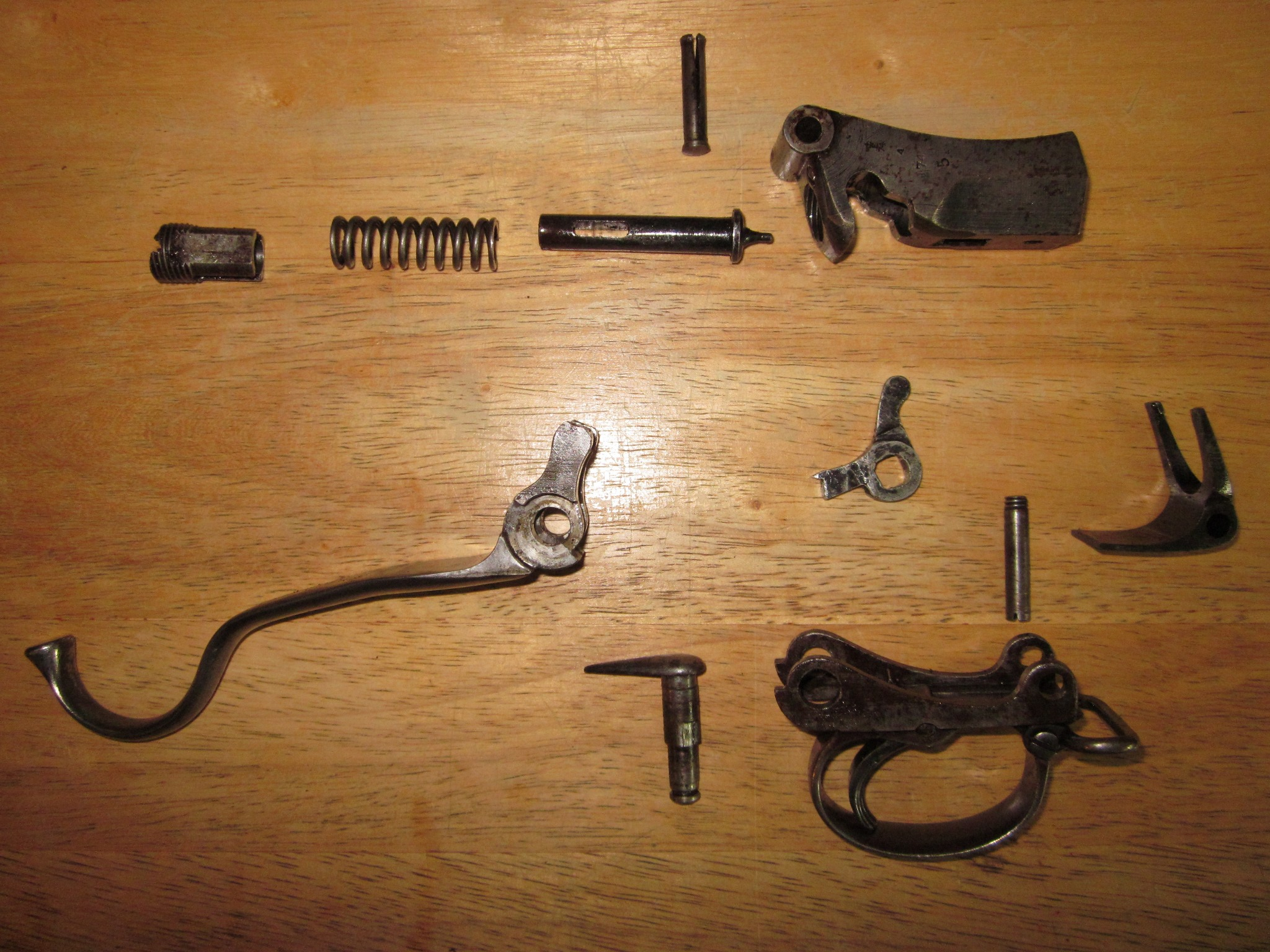
馬提尼-亨利步槍的槍機組件

馬提尼-亨利步槍首次在1871年被英軍正式採用，並取代了原有的史奈德步槍，其衍生型在英國及其殖民地共服役了30年。而Mark IV型雖在1889年停產，但卻用至第一次世界大戰結束才退役。
除了英國及其殖民地採用之外，羅馬尼亞和奧斯曼帝國等國也曾進口馬提尼-亨利步槍或其仿製型，當中奧斯曼帝國因無法從英國購買該槍而向美國普羅維登斯工具公司引進與馬提尼-亨利Mk I型相同的仿製步槍，並把它們用在1877年的俄土戰爭。羅馬尼亞也於1890年從奥地利斯泰爾-曼利夏購買馬提尼-亨利步槍的仿製型。
而大清帝國也曾少量引進並在山東機器局及四川機器局仿製。

## 使用國
- 阿富汗
- 阿尔巴尼亚
- 加拿大
- 大清
- 埃及
- 埃塞俄比亚帝国
- 希臘王國
- 英屬香港[7]
- 英属印度
- 大日本帝国
- 馬爾他
- 緬甸
- 尼泊爾王國
- 新西兰
- 奥斯曼帝国
- 罗马尼亚王国
- 塞尔维亚王国
- 共和國
- 大英帝国及殖民地

## 另見
- 史奈德步槍
- 李-恩菲爾德步槍
- 溫徹斯特連發步槍
- 忌連拿警用槍

## 外部連結
- .577/.450 Martini-Henry Rifles （页面存档备份，存于）
- martinihenry.com （页面存档备份，存于）
- Martini Henry rifle 1881 （页面存档备份，存于）
- Martini Metford MkIV 1886
- Official Report of the Calcutta International Exhibition, 1883-84, Military Exhibits
- Rifles of Advanced Age Remain in Use in Afghanistan （页面存档备份，存于）